# Cattedrale del Santissimo Sacramento (Altoona)
La cattedrale del Santissimo Sacramento (in inglese Cathedral of the Blessed Sacrament) è una cattedrale cattolica situata ad Altoona, sede della Diocesi di Altoona-Johnstown.

## Storia
La cattedrale è la sede della diocesi di Altoona-Johnstown e del suo vescovo, Mark Leonard Bartchak.
La cattedrale fu costruita tra il 17 settembre 1924 e il 13 novembre 1960. L'architettura La cattedrale è in stile neobarocco e sormontato da una cupola influenzata dallo stile classico. La chiesa è stata progettata dall'architetto di Filadelfia George I. Lovatt Sr. che ha progettato anche la cattedrale della diocesi di Harrisburg in Pennsylvania.
Nel 1992 la cattedrale del Santissimo Sacramento è stata aggiunta al National Register of Historic Places.